# Station Roermond

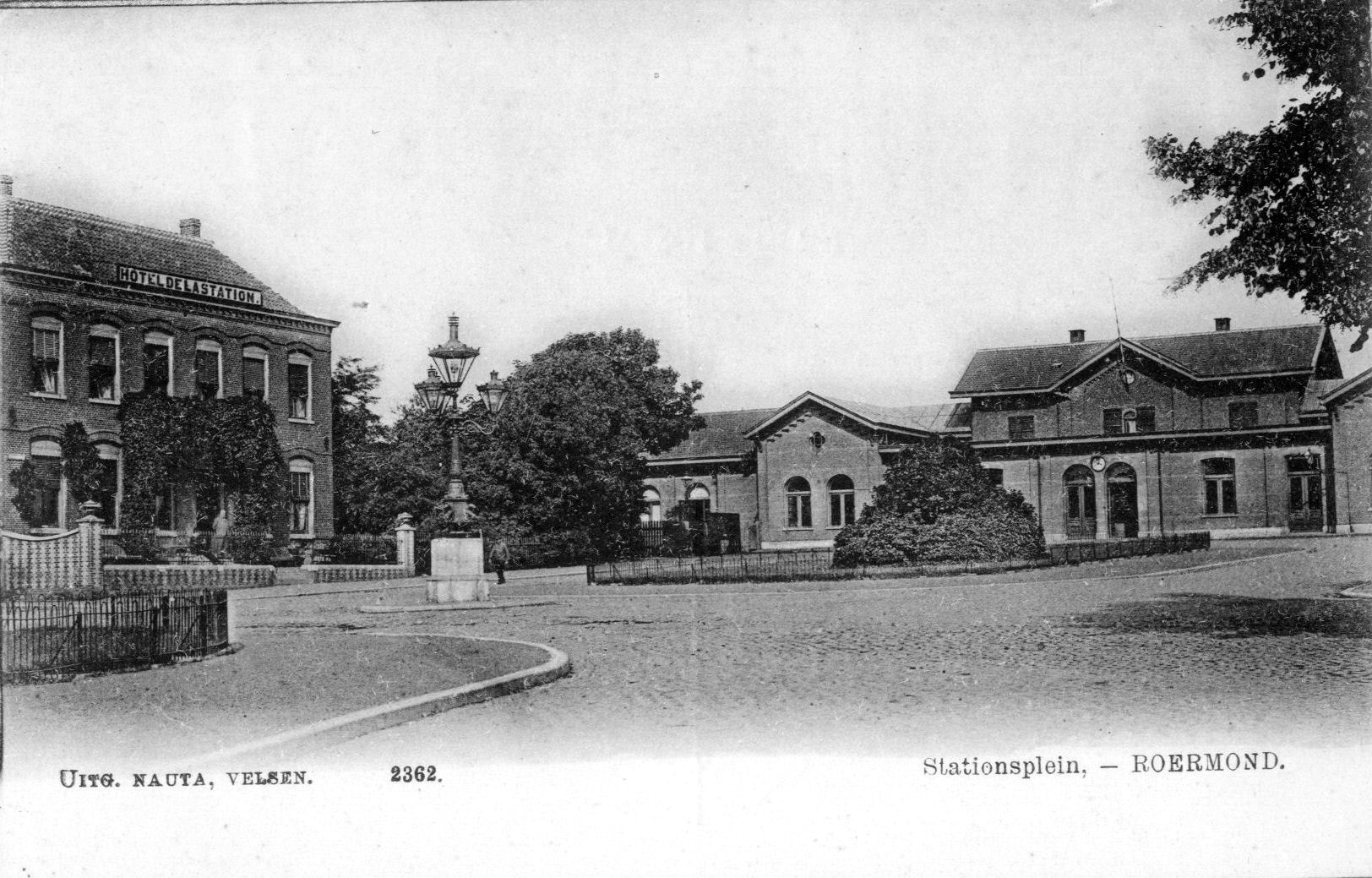
Stationsplein te Roermond, met links het Hotel de la Station en rechts het station Roermond; circa 1900.

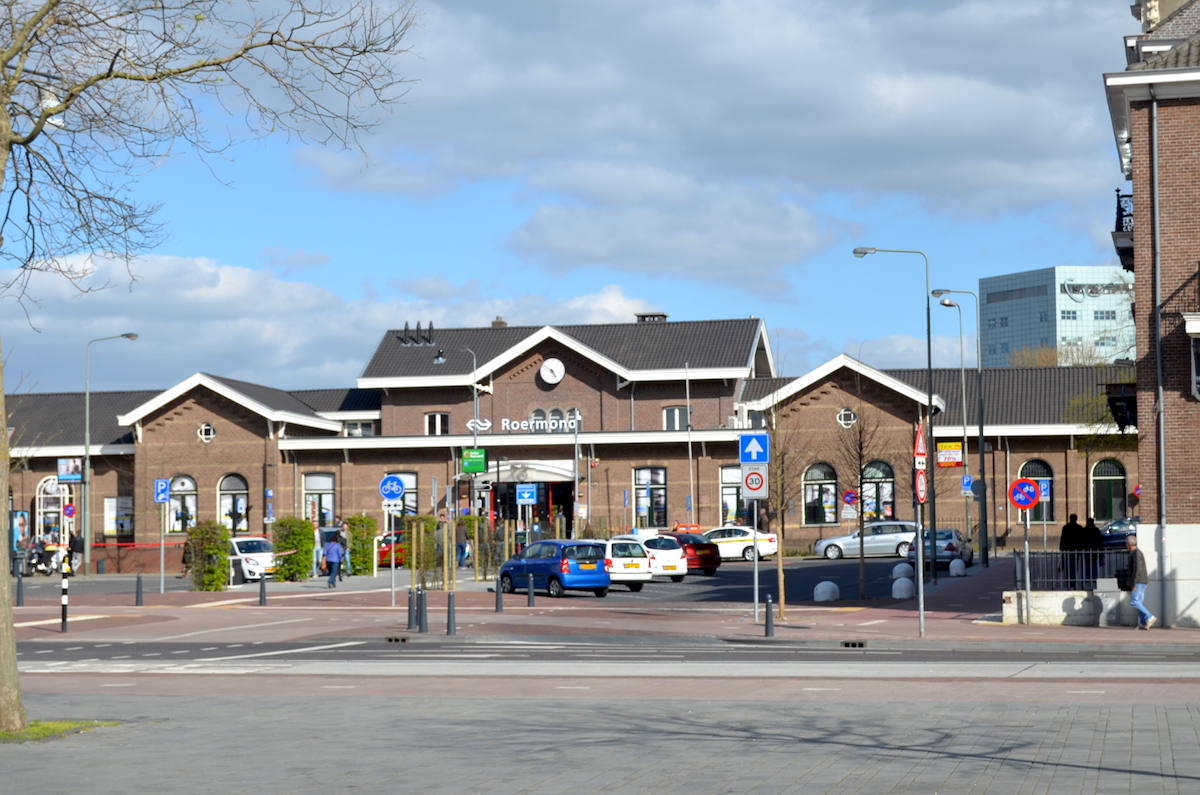
Stationsplein Roermond. Het gebouw is de afgelopen anderhalve eeuw diverse keren uitgebreid en verbouwd. Het originele gebouw is het verhoogde deel achter de letters Roermond op de luifel; 17 april 2015.

Station Roermond is het spoorwegstation van de Nederlandse stad Roermond in de provincie Limburg.  Het werd geopend op 21 november 1865. Het huidige gebouw stamt uit 1862 en is een Waterstaatstation van de vierde klasse. Het is een van de vijftien stations die ooit in deze klasse is gebouwd. Het is later echter zo verbouwd en uitgebreid, vooral aan de voorzijde, dat het originele gebouw nog slechts moeilijk te herkennen is.
Station Roermond is een belangrijk openbaar vervoerknooppunt in Midden-Limburg. Niet alleen passeren alle treinen naar Zuid-Limburg dit station, het is tevens het begin- en eindpunt van veel buslijnen in de regio. Met ruim 11.000 passagiers per dag (2017) is het na Maastricht het drukste station van Limburg.

## Stationsgebouw

### Ligging
Het station van Roermond lag tot aan het midden van de jaren 50 van de 20e eeuw aan de oostrand van de stad. Met de komst van de spoortunnel in 1954 werd de stad met oostelijk gelegen plaatsen verbonden doordat ook daar woningbouw werd gerealiseerd. Dit zorgde ervoor dat het station midden in de stad kwam te liggen, aan de rand van het centrum. Het spoor vormt dan ook een barrière tussen Oost- en West-Roermond. Vooral tijdens de ochtend- en avondspits moet het verkeer bij de overwegen wachten, en staat het verkeer in de smalle spoortunnels vast.
De overweg tussen de Robert Regoutstraat en de Slachthuisstraat is een van de twee nog overgebleven overwegen met elektrisch bediende overwegbomen in Nederland. Omdat zeven sporen de weg scheiden, staat verkeer soms langer dan een kwartier te wachten. Opties voor een tunnel, brug of permanente afsluiting zijn behalve geopperd, nooit uitgevoerd. Sinds voorjaar 2020 is deze overgang alleen nog bestemd voor fietsers en voetgangers. De gemeente ziet het liefst dat het nauwelijks in gebruik zijnde rangeerterrein wordt gesaneerd, zodat stadsontwikkeling op die locatie mogelijk is. Aan de oostzijde van het station zijn in 2012 een appartementencomplex en een (deels) openbare parkeergarage opgeleverd.

### Architectuur en inrichting
Het huidige stationsgebouw stamt uit 1862 en wordt al sinds de opening op 21 november 1865 gebruikt. Het is van het standaardtype SS 4e klasse dat is ontworpen door architect K.H. van Brederode, die tevens verantwoordelijk was voor andere standaardtypes die in Nederland zijn gebouwd. Nog voor de opening werd het gebouw in 1864 aan weerszijden alweer uitgebreid met een extra eindgebouwtje.
Na de opening van de goederenspoorlijn IJzeren Rijn, heeft in 1881 vervolgens een kleine verbouwing plaatsgevonden aan de voorgevel: daar werd een laag gedeelte voor geplaatst met een plat dak, dat dienstdeed als ingang. Dit gedeelte is tegenwoordig echter niet meer aanwezig en heeft plaatsgemaakt voor een ingang met schuifdeuren en korte glazen overkapping. Ook kwamen in dat jaar aan weerszijden van de eindgebouwen lange zijvleugels.
In de twintigste eeuw werd het eilandperron overkapt en bereikbaar via een voetgangerstunnel. De vele aanpassingen hebben ervoor gezorgd dat het oorspronkelijke gebouw enigszins verscholen ligt achter de verbouwingen, waardoor het moeilijk te herkennen is. Station Roermond is een van de 7 overgebleven stations van het standaardtype SS 4e klasse, waarvan er in totaal 15 zijn gebouwd.
De perrons kunnen op drie manieren bereikt worden: vanuit de stationshal, via een ingang nabij het busstation en vanaf een onbewaakte fietsenstalling en parkeerterrein voor auto's aan de noordzijde. Spoor 1 grenst direct aan de stationshal en wordt gebruikt door de intercity richting Maastricht en Heerlen. Via een tunnel is het eilandperron aan de overzijde te bereiken, waaraan de sporen 2, 3a en 3b liggen. Deze worden gebruikt door respectievelijk de intercity richting Alkmaar, Schagen, Den Helder en Enkhuizen en de stoptreinen (Arriva) richting Nijmegen en Maastricht Randwyck.

### Voorzieningen
In de stationshal waren tot begin 21e eeuw drie loketten en twee winkels. Met het toenemende gebruik van de kaartautomaat, waarvan er tegenwoordig vier in de hal aanwezig zijn, en het vertrek van de Free Record Shop, werd de baliefunctie naar de lege winkelruimte verplaatst en gereduceerd tot twee loketten. Tijdschriftenzaak AKO (voorheen een Bruna) is er nog steeds gevestigd. Verder zijn er banken, kluisjes en een invalidentoilet. In de buurt van de ingang nabij het busstation liggen een snackcorner van Kiosk (van NS Stations Retailbedrijf) en Bloemenshop 'T Station. Ook staat daar een kaartautomaat. Voor de lege horecaruimte (waar voorheen Café T gevestigd was) wordt nog een invulling gevonden. Op het eilandperron zijn meerdere wachtruimten aanwezig.

## Toekomstige ontwikkelingen

### Oostelijke ontsluiting van het station
Een langgekoesterde wens van de gemeente om ook aan de oostzijde een toegang voor het station te realiseren is in 2013 gestrand. Met ProRail kon vooralsnog geen overeenstemming worden bereikt over het saneren van sporen en ook ontbreken de financiële middelen. Als alternatief wil de gemeente de stationstunnel aanpakken, die gebruikt wordt door zowel fietsers, voetgangers als gemotoriseerd verkeer. In 2014 werd onderzocht of het plan aansluiting kan vinden bij de grootschalige reconstructie van de oostelijke Singelring. In deze reconstructie wordt er eenrichtingverkeer ingesteld van zuid naar noord. Bussen richting het zuiden krijgen de beschikking over een eigen busbaan.

### Nieuwe treindiensten
Elektrificatie en spoorverdubbeling van de Maaslijn (Roermond – Venlo – Nijmegen) staan al langer op de planning maar zijn vooralsnog niet uitgevoerd. Omdat bijna de hele lijn enkelspoor is, is het niet mogelijk om een snelle treindienst te realiseren tussen Roermond en Nijmegen. Eind 2008 liet het Ministerie van Verkeer en Waterstaat weten dat het de mogelijkheden bekijkt om de Maaslijn op enkele plaatsen te verdubbelen, zodat in 2020 een sneltreinverbinding gerealiseerd kan worden tussen Roermond, Venlo en Nijmegen. Op 2 juni 2009 werd bekendgemaakt dat het Ministerie van Verkeer en Waterstaat en de provincie Limburg 36 miljoen euro steken in het verbeteren van de spoorlijn tussen Nijmegen en Roermond. Het geld zal worden besteed aan nog te realiseren passeerstroken, waardoor de treinen minder vaak op elkaar hoeven te wachten. Dat zal leiden tot een tijdwinst van 9 minuten. Opnieuw werd benadrukt dat een intercityverbinding na 2020 wenselijk is op de enkelsporige lijn.In 2022 heeft ProRail besloten de aanbestedingsprocedure stop te zetten, zodat het project op zijn vroegst pas in 2027 gerealiseerd zal worden.
Ook wordt onderzocht of het mogelijk is om een stoptreindienst te realiseren tussen Roermond en Weert met tussenstops in Baexem en Haelen. Er zijn meerdere varianten onderzocht, maar het Roermondse station kan de stoptrein niet in alle varianten faciliteren. Uitbreiding van het station is, ook met het oog op een eventuele sneltreindienst naar Nijmegen, niet uitgesloten.
Er bestaan plannen voor de heringebruikname van de goederenspoorlijn IJzeren Rijn (met name geïnitieerd door België) en de (gedeeltelijke) verdubbeling en elektrificatie van de Maaslijn. Als de IJzeren Rijn weer in gebruik wordt genomen, wordt de lijn om Roermond heen geleid, parallel aan de N280; mogelijk zal dan in de toekomst ook personenvervoer plaatsvinden richting Duitsland. Heel concreet zijn deze plannen echter nog niet. Wel werd in juni 2021 bekend dat er een nieuw onderzoek zal worden gedaan naar de haalbaarheid van het nieuw leven inblazen van de verbinding tussen Antwerpen en het Ruhrgebied. Verder bestaan er plannen om de intercity Eindhoven – Heerlen in de toekomst door te trekken naar Aken, waarmee ook Roermond wordt aangesloten op het internationale spoorwegennet.

### Station Roermond Noord
Er bestonden ook plannen voor een tweede station, station Roermond Noord. Het CDA wilde daarmee het euregionale treinverkeer verbeteren. De plannen zijn echter nooit concreet geworden.

## Treinverbindingen en voor- en natransport
Treinseries die stoppen in Roermond tijdens de dienstregeling 2025:
| Serie            | Treinsoort          | Route | Bijzonderheden |
| ---------------- | ------------------- | --- | --- |
| 2700             | Intercity (NS)      | Maastricht – Sittard – Roermond – Weert – Eindhoven Centraal – 's-Hertogenbosch – Utrecht Centraal – Amsterdam Centraal – Alkmaar – (Den Helder) | Rijdt van maandag t/m donderdag tot 20:00 uur tussen Alkmaar en Maastricht. Rijdt op vrijdag en in het weekend enkel tussen Alkmaar en Amsterdam Centraal. Tijdens de spits rijden 2 ritten in spitsrichting door van/naar Den Helder. Rijdt niet 's avonds na 20:00. Wordt na 20:00 uur, op vrijdag en in het weekend tussen Amsterdam Centraal en Maastricht vervangen door intercity 2900. |
| 2900             | Intercity (NS)      | Enkhuizen – Hoorn – Amsterdam Centraal – Utrecht Centraal – 's-Hertogenbosch – Eindhoven Centraal – Weert – Roermond – Sittard – Maastricht      | Rijdt van maandag t/m donderdag in de vroege ochtend en in de avonduren en rijdt van vrijdag t/m zondag de hele dag en vervangt dan Intercity 3900 tussen Enkhuizen en Amsterdam Centraal en intercity 2700 tussen Amsterdam Centraal en Maastricht. |
| 3900             | Intercity (NS)      | Enkhuizen – Hoorn – Amsterdam Centraal – Utrecht Centraal – 's-Hertogenbosch – Eindhoven Centraal – Weert – Roermond – Sittard – Heerlen         | Stopt niet in Zaandam. Rijdt in de avonduren en van vrijdag t/m zondag de hele dag enkel tussen Eindhoven Centraal en Heerlen. Wordt in de avonduren en van vrijdag t/m zondag de hele dag vervangen door intercity 2900. Rijdt van maandag t/m donderdag in de avonduren enkel tussen Sittard en Heerlen en rijdt dan 1x/uur.                                                                |
| 32200 RS 11      | Stoptrein (Arriva)  | Nijmegen – Venray – Venlo – Roermond | |
| 32400 RS 12      | Stoptrein (Arriva)  | Maastricht Randwyck – Maastricht – Sittard – Roermond                                                                                            | |
| Nachttrein 32710 | Nachttrein (Arriva) | Maastricht – Roermond – Eindhoven Centraal – 's-Hertogenbosch – Utrecht Centraal – Amsterdam Centraal – Schiphol Airport                         | Rijdt alleen in de nacht van vrijdag op zaterdag. |

In de late avond rijden de laatste drie RS11-stoptreinen richting Nijmegen niet verder dan Venlo. De laatste RS12-stoptrein richting Maastricht Randwyck rijdt niet verder dan Sittard.
Bij het station is een busstation met acht perrons (A t/m H), van waaruit zowel stads- als streekbussen vertrekken. Voor het stationsgebouw is een taxistandplaats, waar tevens enkele kortparkeerplaatsen liggen om reizigers op te halen of af te zetten. Ook staat er een Greenwheels-deelauto. Aan de noordzijde van het gebouw ligt een grote onbewaakte fietsenstalling met 840 plaatsen, in het zuiden ligt een bewaakte; deze is eind 2008 uitgebreid naar 1544 plaatsen. Twee grote parkeerterreinen aan weerszijden van het station bieden in totaal plaats aan ruim 350 auto's en worden beheerd door Q-Park.
Het centrum van Roermond ligt aan de overzijde van het Stationsplein en is binnen twee minuten te bereiken. Omdat de beperkte ruimte voor het station en op het plein plaats moet bieden aan verschillende vervoersstromen, is de stationsomgeving al verschillende keren opnieuw ingericht, in 2006 voor het laatst. Het gebied is fietsvriendelijker gemaakt, en voetgangers kregen een duidelijker aangegeven voetpad, zodat de verbinding tussen het centrum van Roermond en het station werd verbeterd.

## Ontwikkeling aantal reizigers
Het aantal door NS vervoerde reizigers (per gemiddelde werkdag) ontwikkelde zich sedert 2019 als volgt:
| Jaar | Aantal reizigers |
| ---- | ---------------- |
| 2019 | 11.339           |
| 2020 | 5.230            |
| 2021 | 5.612            |
| 2022 | 7.889            |
| 2023 | 8.713            |
| 2024 | 8.967            |

## Afbeeldingen

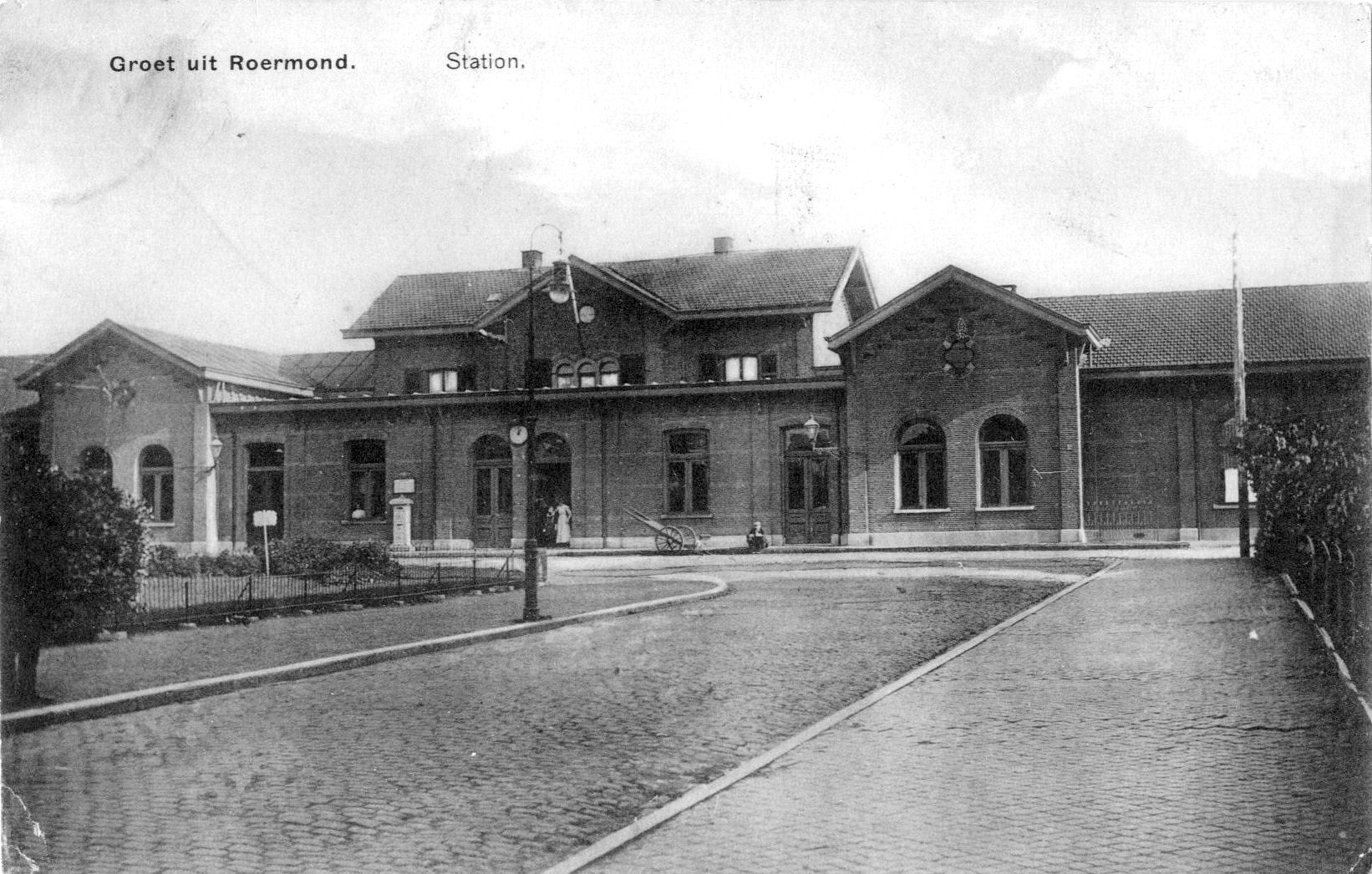
Station Roermond; circa 1900
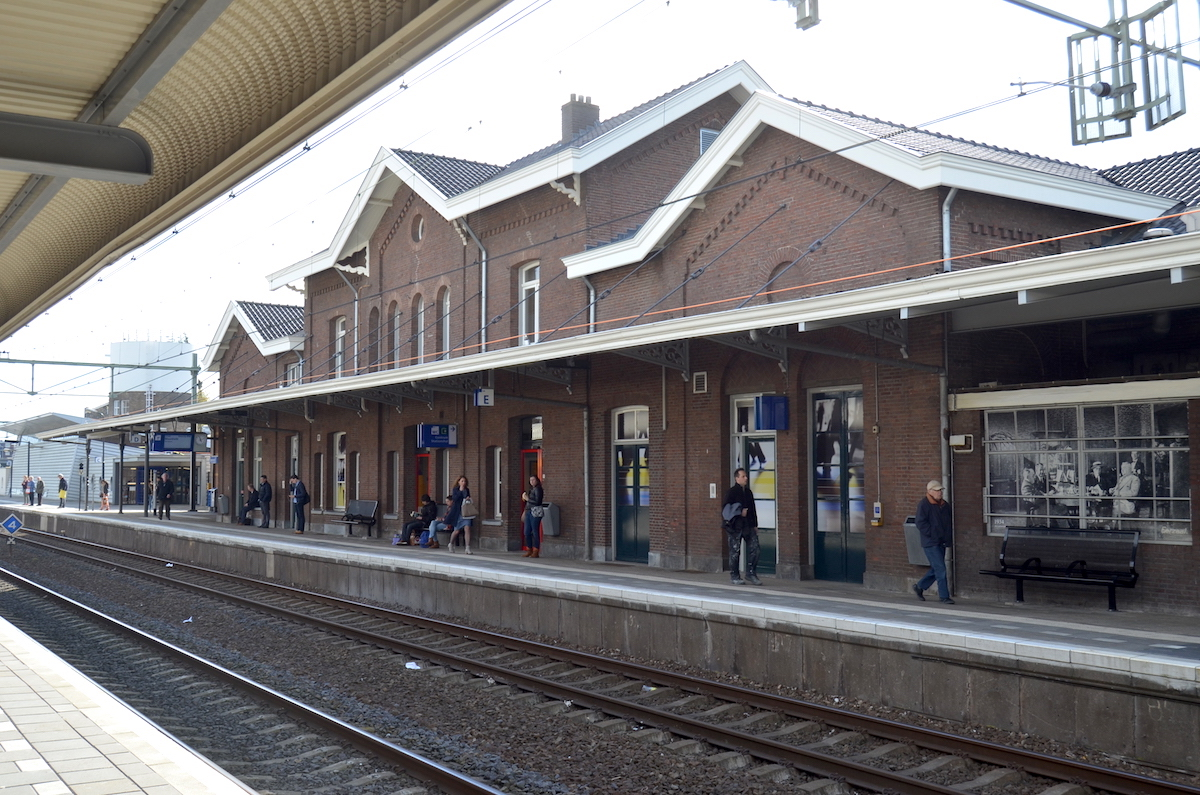
Station Roermond, perronzijde; 17 april 2015
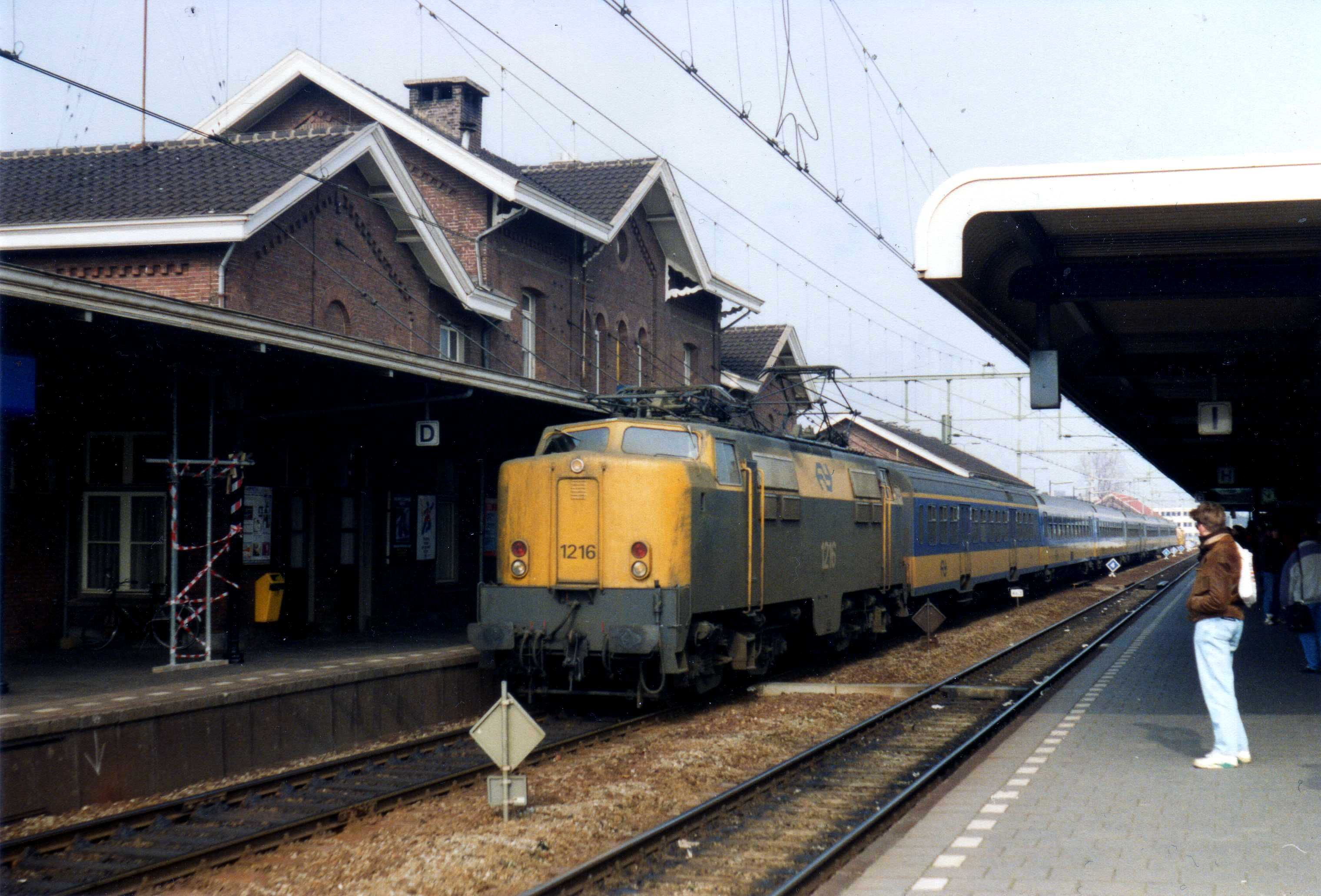
Loc 1216 met IC-trein 939 Zandvoort – Heerlen arriveert in station Roermond; 3 maart 1993
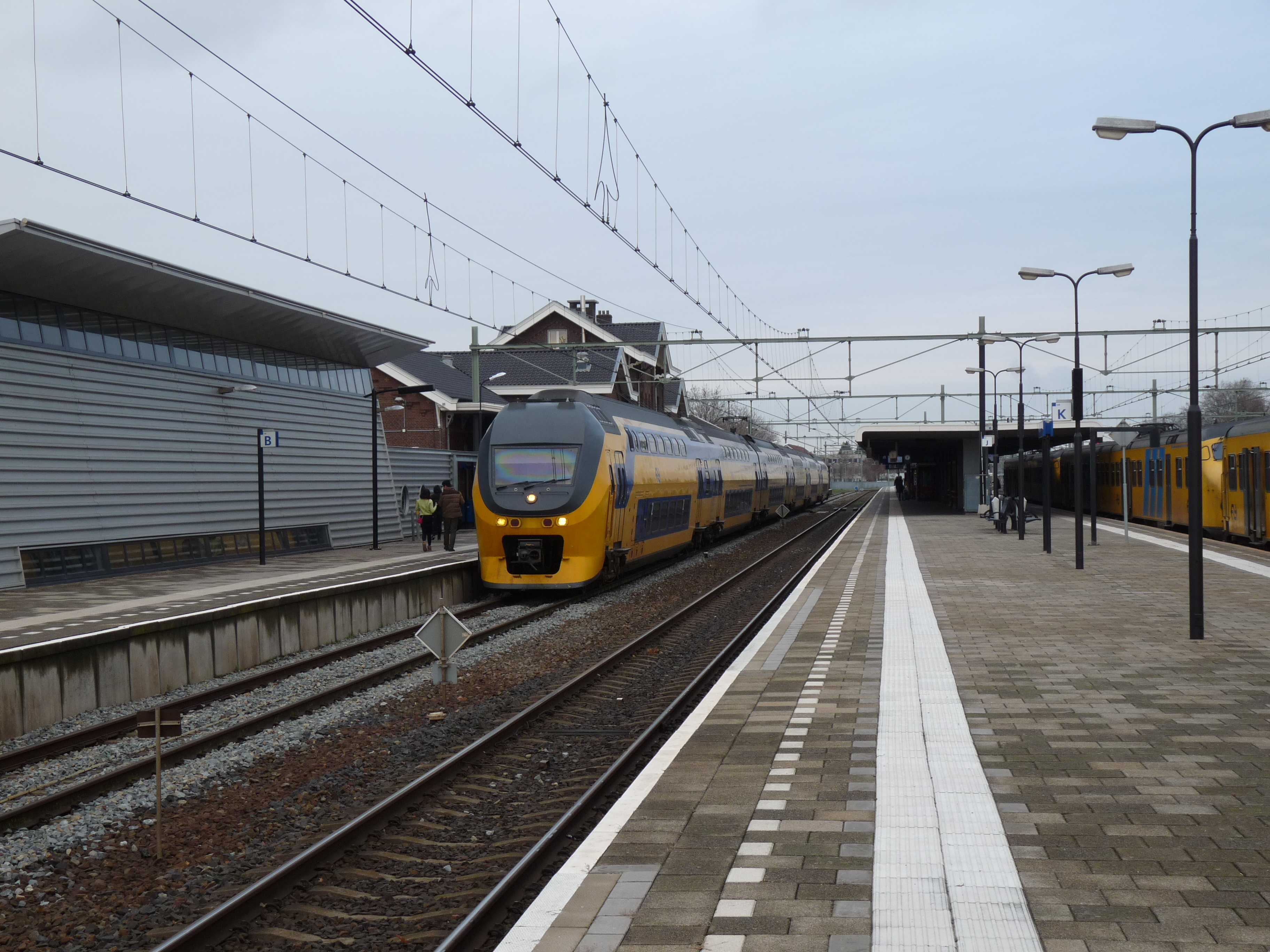
VIRM op het station
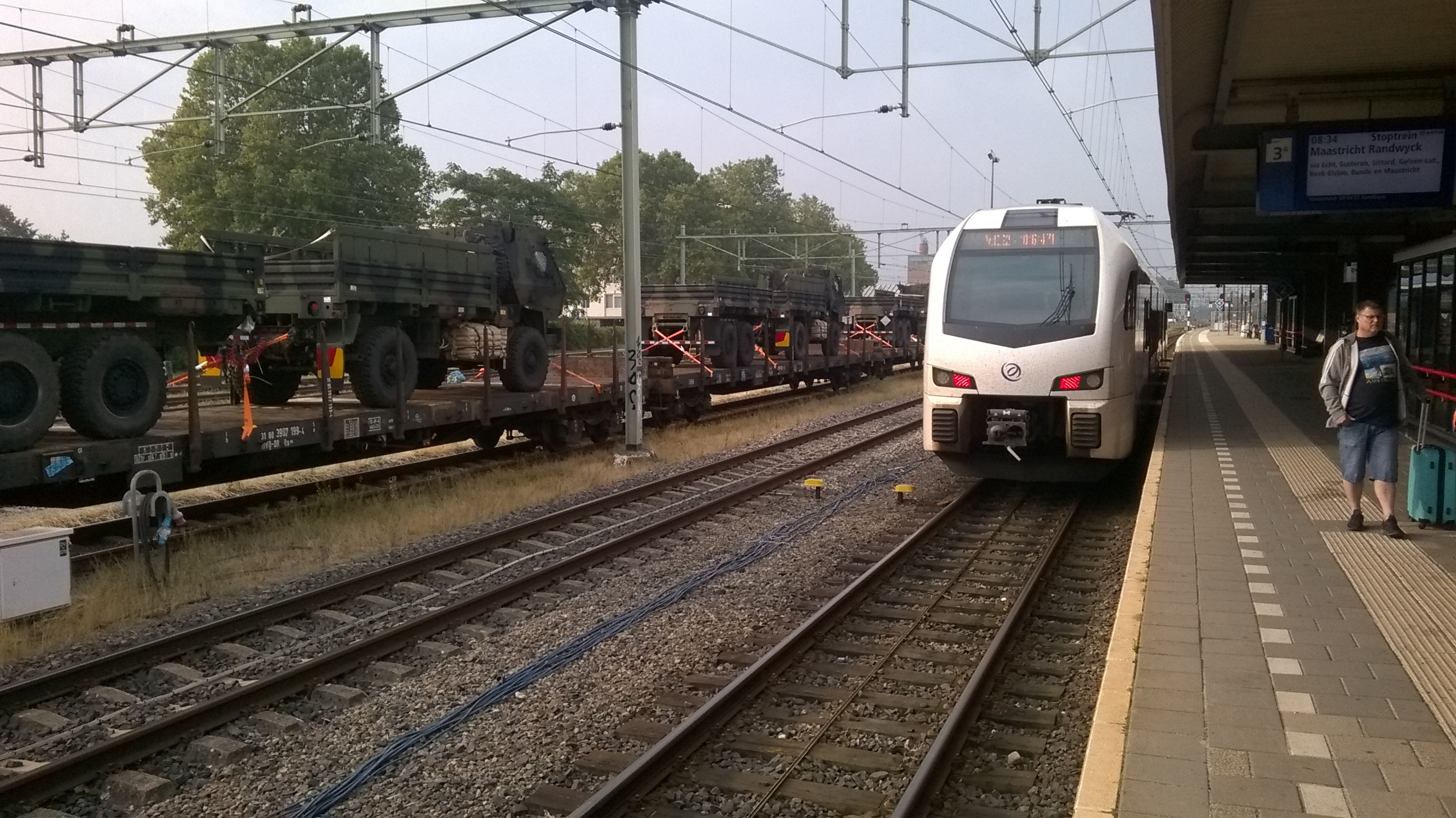
Arriva FLIRT op het station. Links passeert een goederentrein met legervoertuigen het station